# Carl von der Hellen
Carl von der Hellen, eigentlich Diedrich Goswin Karl von der Hellen, (* 10. Mai 1843 in Bremen; † 11. April 1902 in Düsseldorf) war ein deutscher Landschaftsmaler der Düsseldorfer Malerschule.

## Leben
Von der Hellen war ein Sohn des Justizrats Willeaume Michael von der Hellen (* 15. November 1805; † 20. April 1885) und dessen Ehefrau Elisabeth Fehrmann (* 8. Februar 1810; † 29. September 1874). Er studierte von 1859 bis 1863 als Privatschüler von Oswald Achenbach in Düsseldorf. Nach einem kurzen Aufenthalt in München setzte er sein Studium von 1864 bis 1868 an der Großherzoglich Badischen Kunstschule Karlsruhe bei Hans Fredrik Gude fort. Von der Hellen besuchte 1869 Paris und 1870 Rom. 1871 ließ er sich in Düsseldorf nieder. Der Künstler stellte seine Werke u. a. im Münchner Glaspalast au und starb unverheiratet 1902 in Düsseldorf.

## Werke (Auswahl)
- 1868: Ein altes Jagdschloss
- 1880: Mondnacht an der Riviera
- 1881: Waldinneres

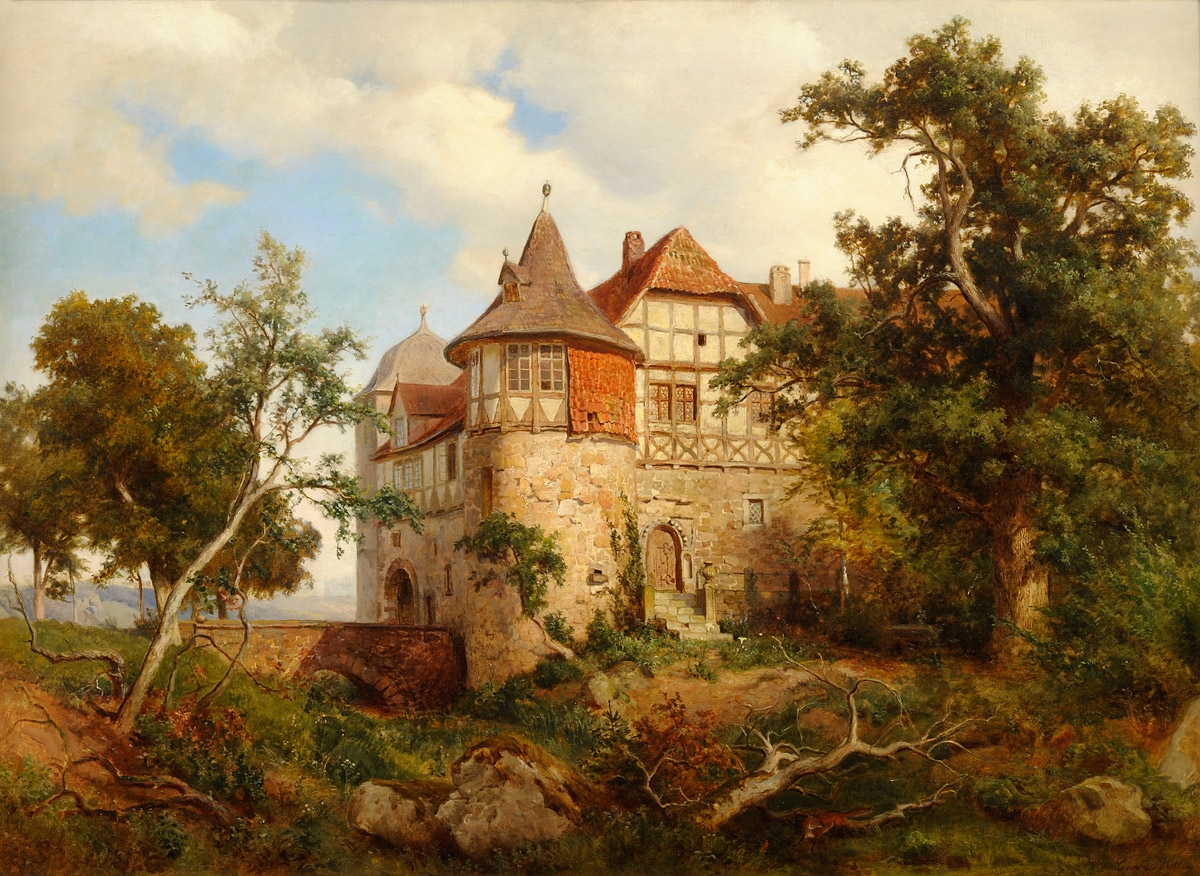
Burg Wohldenberg

- 1882: Motiv von Gerolstein in der Eifel
- 1887: Deutscher Gebirgswald, Morgenstimmung